# Suzanne Valadon

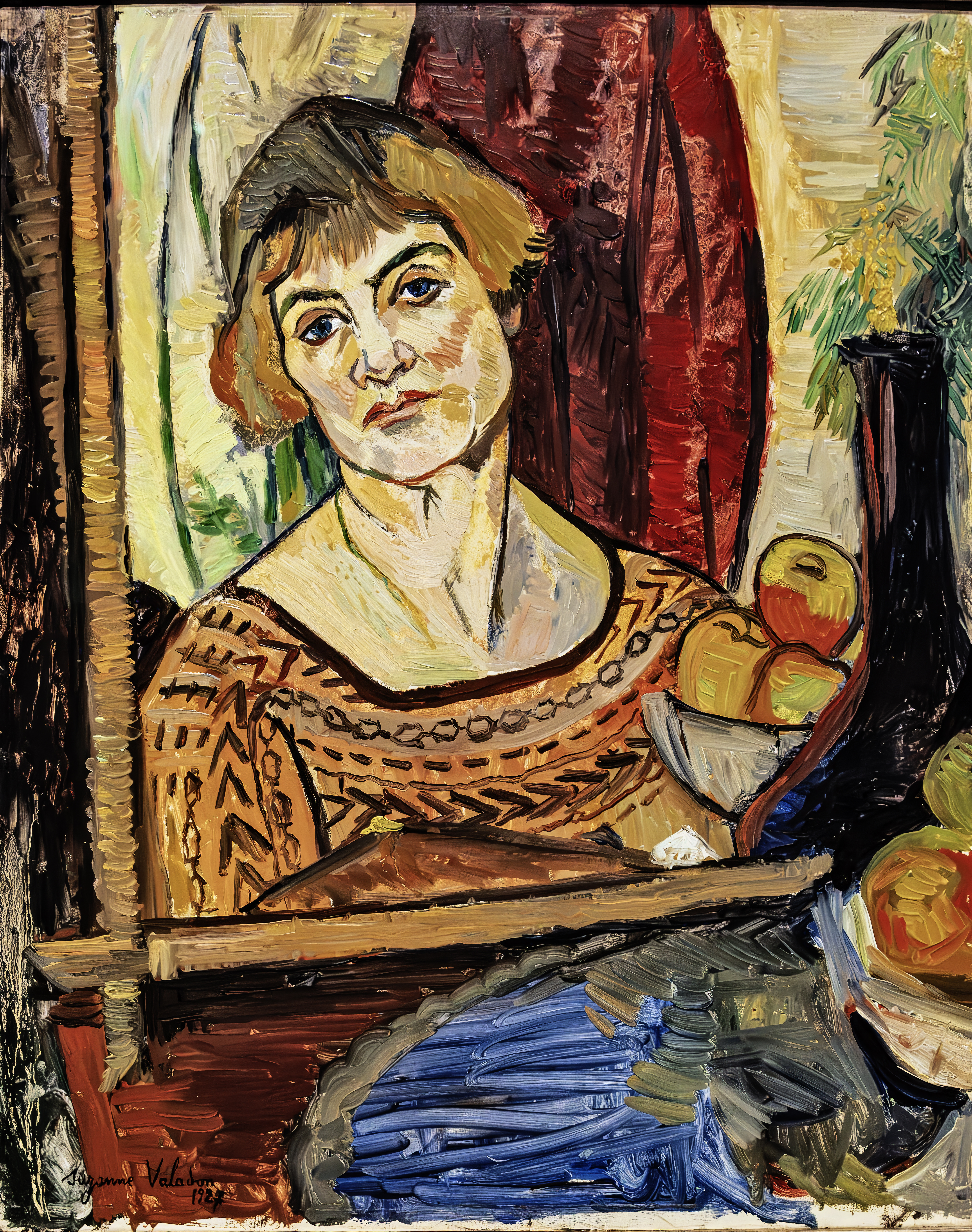
Autorretrato de Suzanne Valadon

Suzanne Valadon, nacida como Marie-Clémentine Valadon (Bessines-sur-Gartempe, Haute-Vienne, 23 de septiembre de 1865 - París, 7 de abril de 1938), fue una pintora francesa.

## Su vida

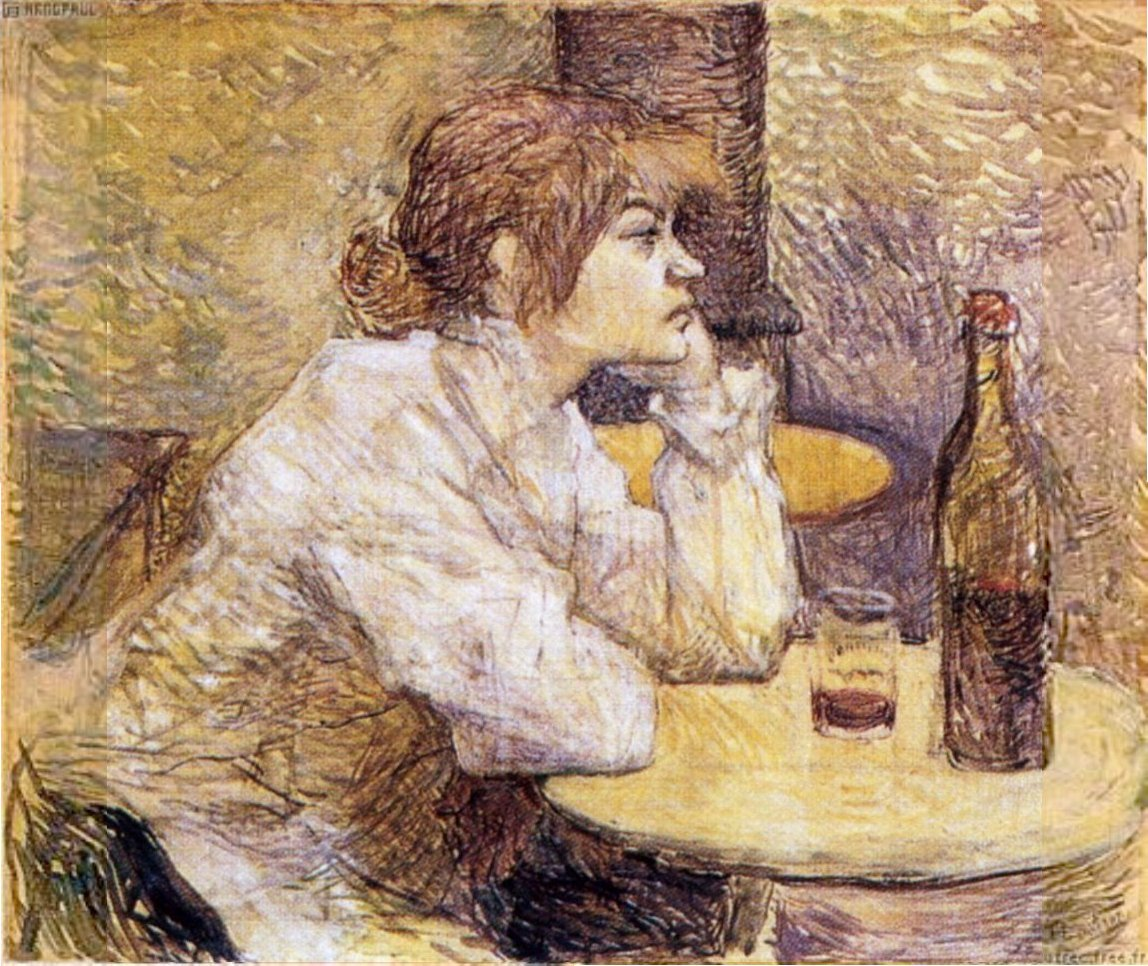
La Buveuse (La bebedora) - Retrato de Suzanne Valadon por Henri de Toulouse-Lautrec.

Hija de una lavandera viuda, se estableció en el barrio de Montmartre (París, Francia) con su madre y más tarde con su hijo. Fue en ese barrio donde Valadon tuvo la posibilidad de iniciarse como artista. Su madre ejercía distintos trabajos, por lo que no tenía mucho tiempo para quedarse con Suzanne. De hecho, de niña fue a una escuela de monjas, pero se dice que a menudo prefería seguir pintando.
Comenzó a trabajar a la edad de 15 años como trapecista en El Circo de Pigalle. El circo, al igual que los cabarets, las salas de baile o los teatros de variedades, formaban parte de la vida del Montmartre de fin de siglo. Sin embargo, tras una caída durante un entrenamiento tuvo que dejar el espectáculo.
La sociedad en la que vivió forma parte de la Belle Époque, caracterizada por espectáculos permanentes en locales de entretenimiento nocturno que alargan las noches. 

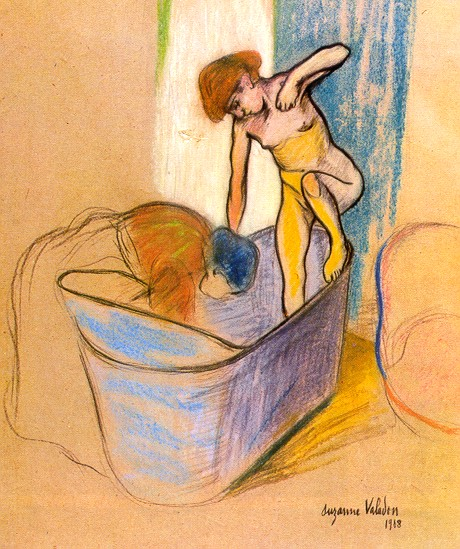
El baño, Suzanne Valadon.

Al igual que sus contemporáneas Berthe Morisot y Mary Cassatt pintó, en su mayoría, mujeres. Pero ellas eran nacidas en familias de clase media-alta que en aras del decoro restringían sus medios y temas a tratar, mientras que a Valadon de origen humilde y educada en la vida callejera, su posición social marginal le permitió entrar en el mundo masculino, donde fue capaz de pintar sin diluir su género y sin comprometer su posición, ni amenazar su estatuto de mujer, desarrollando mayor confianza para ser independiente, pintar cuadros más desafiantes y definir su estilo y personalidad fuera de las normas predominantes.
Suzanne conoció el éxito en vida, por lo que pudo salir a flote a pesar de las dificultades económicas de su juventud y tener que sacar un hijo adelante, Maurice Valadon, al que dio a luz con dieciocho años y quien años después sería el famoso pintor Maurice Utrillo. El cambio de su apellido se debió a que fue adoptado por uno de los amigos de su madre, el también pintor Miquel Utrillo.
En 1896 se casó con el corredor de bolsa Paul Moussis. Finalmente, en 1909, aburrida de esta vida burguesa, Valadon de 44 años dejó a su marido cuando se enamoró de un amigo de su hijo, André Utter, de 23 años, un electricista que quería ser pintor, y admiraba mucho a Valadon. Aunque nunca se convirtió en un gran pintor, se encargó de gestionar la obra de Valadon y Maurice Utrillo. Utter descubrió un mundo de sensualidad que le era desconocido, y fue el modelo de muchos de los desnudos masculinos que hacía Suzanne. Uno de sus lienzos más conocidos es el de Adán y Eva, donde André es Adán y ella, Eva. En 1914, se casó con Utter, justo antes de que comenzara la guerra. Cuando la guerra terminó, se mudaron a una casa muy grande y tuvieron un coche que sólo podría permitirse tener la gente rica del momento y el lujo de tener sirvientes; sin embargo, fueron años duros para ella, pues André la engañó y tuvo que afrontar esta situación.  
Tras su divorcio en 1934 Valadon se quedó sola y, durante los últimos años de su vida, recogió a otro hombre más joven que ella, llamado Gazi. Él quería ser pintor, pero se ganaba la vida tocando la guitarra en un bar. Ahí se conocieron y después de ello, comenzaron a vivir juntos. No se sabe con certeza cuál era su relación, si se convirtió en su amante, o simplemente era un amigo, un compañero a quien protegía y mantenía.  
La convivencia duraría cuatro años: hasta la muerte de la artista, el 7 de abril de 1938, por un derrame cerebral. Entre los asistentes al funeral estaban sus amigos pintores André Derain, Pablo Picasso y Georges Braque. Fue enterrada en el Cementerio de Saint-Ouen.

## Suzanne como modelo de pintores
Gracias a la relación que Valadon había establecido con los artistas que frecuentaba, se le permitió empezar a trabajar como modelo para los pintores. Su juventud, su intensa mirada de ojos azules y su belleza hicieron que pronto se convirtiese en una modelo muy solicitada. 
Entre los artistas que la retrataron se encuentran Edgar Degas, Henri de Toulouse-Lautrec, Pierre-Auguste Renoir y Pierre Puvis de Chavannes. De ahí que al ser asidua a los bares de "mala reputación" de Montmartre, donde la burguesía parisina acudía a encanallarse, Toulouse-Lautrec hizo de ella un motivo de retrato recurrente: La Buveuse (La Bebedora). También fue una de las modelos favoritas de Renoir, quien la representó en la obra Baile en la ciudad, de 1883, por mencionar un ejemplo.  

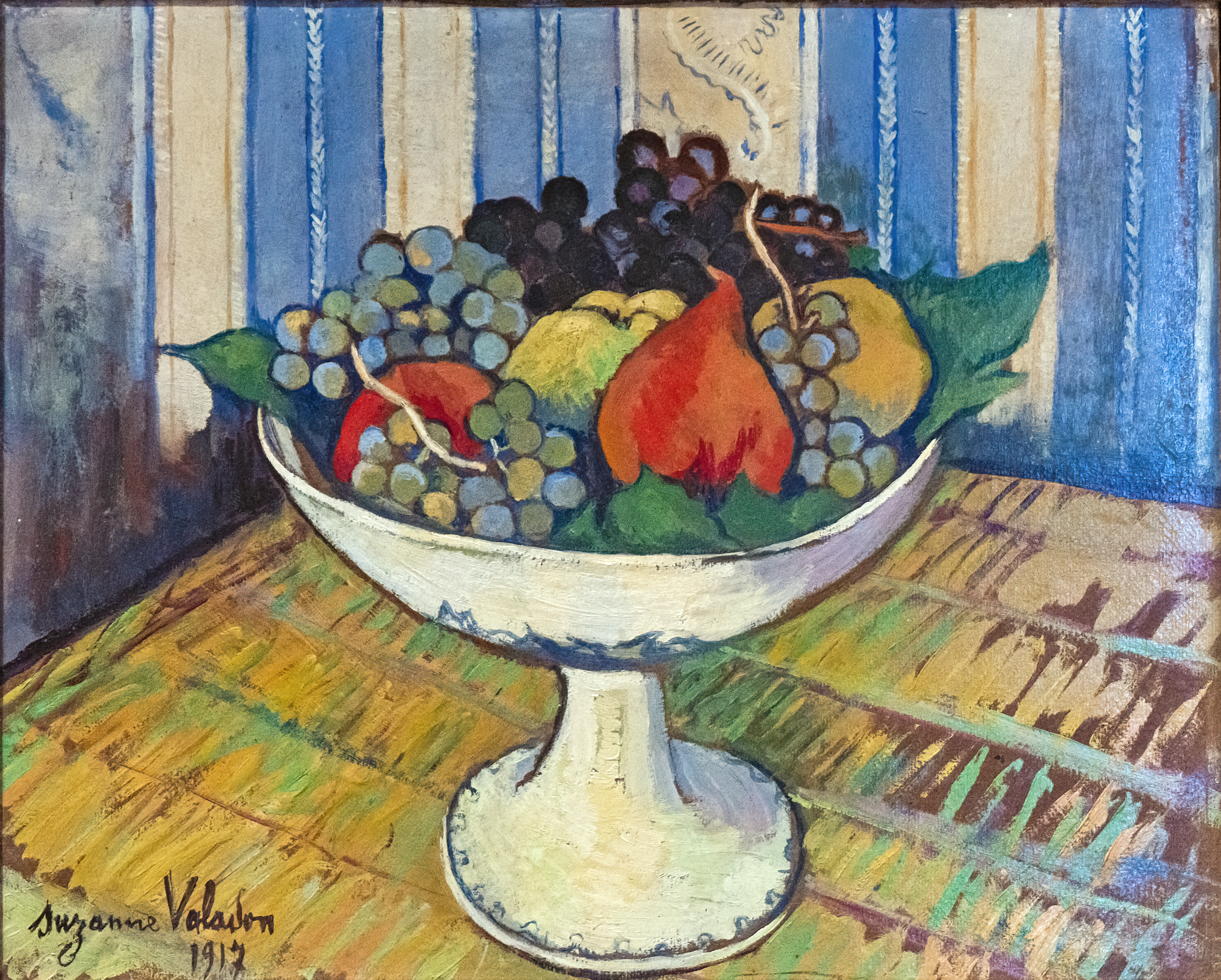
Frutero, Suzanne Valadon, 1917.

Asimismo, su experiencia como modelo influyó en su constitución como artista y en su trabajo posterior. Por un lado, la conexión con estos pintores le abrió las puertas al mundo artístico bohemio que estaba focalizado en Montmartre. Por otra parte, Suzanne fue una artista moderna que se interesó en los mismos temas que muchos otros artistas de la época y es el espíritu de la modernidad, centrado desde otra perspectiva, es el que se encontraría más adelante en sus pinturas. Muchos de los temas que aparecen en las pinturas de Valadon, como el desnudo femenino, fueron cultivados anteriormente por muchos de estos artistas. Por ejemplo, la serie dedicada al tema de La toilette de Toulouse-Lautrec, las bañistas de Renoir y Cézanne, y los desnudos de Manet, Gauguin y Cézanne.  
Además, su trabajo como modelo le permitió aprender técnicas pictóricas. Suzanne nunca recibió una educación artística formal. Fue a través de la observación de la obra de otros artistas como aprendió el oficio, al mirar los gestos, la técnica, la forma de construir la pintura, la composición y la organización de los personajes de los artistas que la pintaron. La experiencia de ponerse como cuerpo frente a la mirada masculina tuvo grandes consecuencias para su propia actitud hacia el cuerpo femenino y la imagen de la mujer.

## La artista
Cuando Valadon dejó su trabajo como modelo para concentrarse en su propio cuerpo y su propia mirada para así encontrar su identidad, se reinventó a sí misma y se descubrió como pintora. Jeanine Warnod afirma que mientras Valadon estaba en su casa dibujando, su amante de ese momento, Toulouse-Lautrec, golpeó la puerta por sorpresa. El artista la descubrió dibujando, y enamorado de la afición de su modelo, miró los dibujos que Valadon tenía sobre la mesa. Le pidió que le enseñara más, y al reconocer que esos dibujos tenían mucho mérito, pese no haber recibido ningún tipo de entrenamiento, decidió compartirlos con sus amigos. Lautrec escribió una carta de presentación de Suzanne a Degas, ya que él era la persona con la que sus dibujos podían relacionarse más. Valadon fue con Edgar Degas, quien la aceptó como "alumna". Degas se fijó en las líneas vivas de sus dibujos y pinturas, y la animó a continuar pintando. Bajo su tutela y con compañía de otros artistas, Suzanne fue adquiriendo una calidad verdaderamente notable. 
Los dibujos protagonizan la primera etapa de su vida como artista. Desde 1883 hasta 1893, prácticamente todo lo que se ha conservado en su obra son dibujos. Empezó por dibujar centrándose en autorretratos, y en la vida cotidiana y las costumbres que constituyen su mundo más íntimo. Más tarde realizó una serie de dibujos dedicados al tema de la toilette. 
A principios de la década de los 90 comenzó a introducir el color en su obra. Acentuó su trabajo con pastel y comenzó a pintar al óleo. Junto con Lautrec, Suzanne descubrió las grandes posibilidades del color, al mismo tiempo que se enfrentó a nuevas dificultades frente al lienzo en blanco. Más tarde Degas le enseñó la técnica del aguafuerte. Valadon estaba asimilando las más diversas influencias pero nunca imitaba a un maestro, su pintura, a pesar de la influencia de todos estos artistas, siempre es personal. 
Suzanne Valadon pintó naturalezas muertas, ramos y paisajes admirados por la fuerza de su composición y colores vibrantes. También es conocida por sus desnudos. La gran mayoría de sus pinturas están protagonizadas por figuras, especialmente femeninas, pero también pintó algunos paisajes y pinturas de flores, un tema muy recurrente en las pinturas hechas por mujeres. La elección de sus retratos se centró en su círculo cercano, como su familia, su entorno, sus amigos o sus gatos.
Sus primeras exposiciones, a comienzos de 1890, se componían principalmente de retratos, uno de ellos de Erik Satie, con quien mantuvo una breve relación en 1893 y quien le propuso matrimonio tras su primera noche juntos. Fue la única relación íntima de él, para quien lo demás era «rien à part une froide solitude qui remplit la têtese avec du vide et le cœur avec de la peine» (nada aparte de una fría soledad que llenaba la cabeza de vacío y el corazón de pena). En 1894, Suzanne Valadon fue la primera mujer en administrar la Société Nationale des Beaux-Arts. En 1910 Suzanne comienza una serie de retratos colectivos familiares, entre ellos Retrato de familia de 1912, donde encontramos un imponente autorretrato. 
Perfeccionista, se podía pasar años trabajando en sus cuadros antes de exponerlos. De espíritu libre y caprichosa hasta la extravagancia, se la conocía por llevar consigo un manojo de zanahorias y tener una cabra para que «se comiera sus malos dibujos» en un estudio donde alimentaba a sus gatos con caviar los viernes. 
Sus obras se exponen en el Centro Georges-Pompidou de París y en el Museo Metropolitano de Arte de Nueva York.

## Principales obras
- Autorretrato (1883)
- Retrato de Eric Satie (1892-93)
- Adán y Eva (1909)
- Desnudo con colcha de rayas (1922)
- Habitación azul (1923)

## Galería

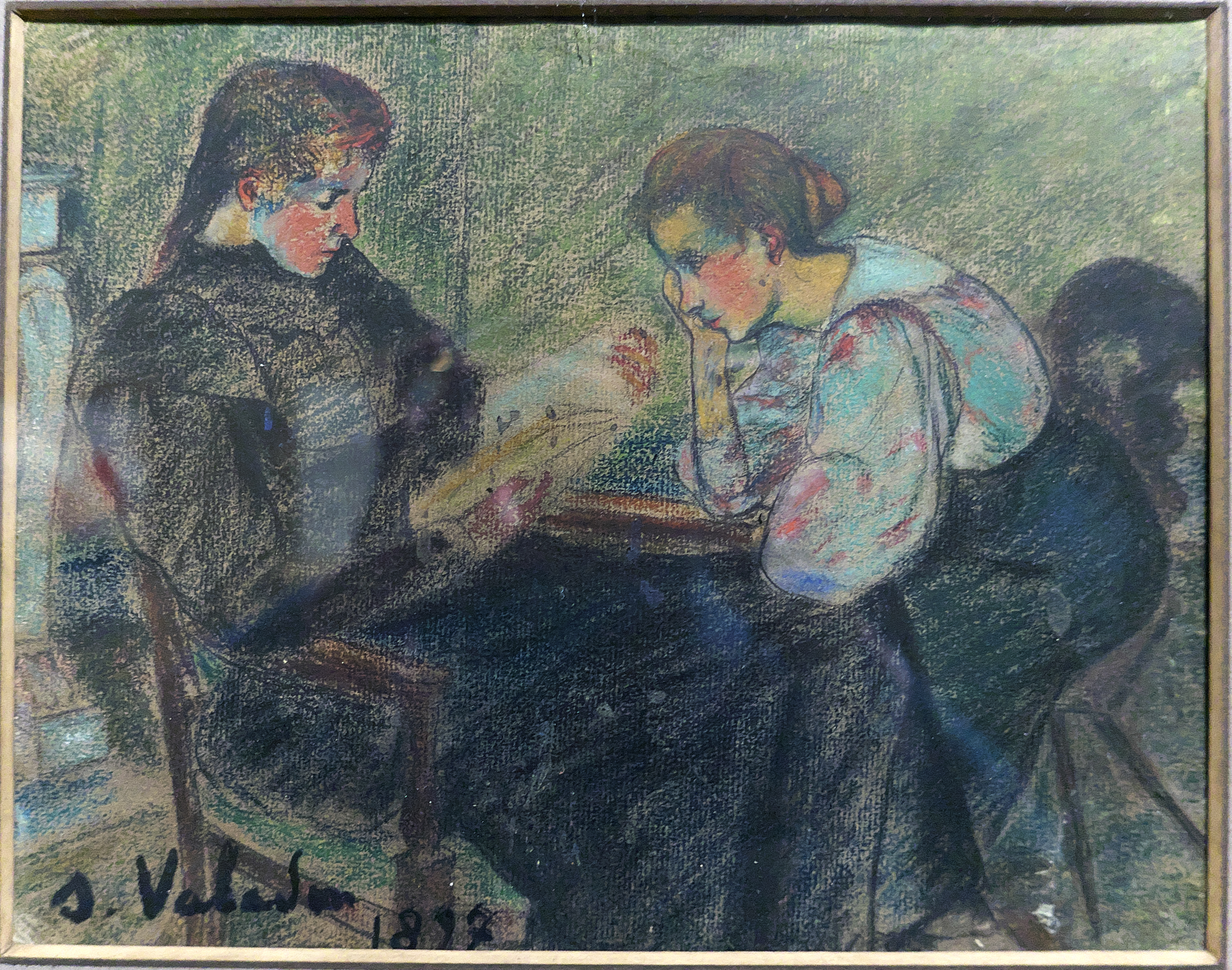
Dos mujeres sentadas, tiza y pastel sobre papel encolado en cartón (1897). Colección David E. Weisman y Jacqueline E. Michel.
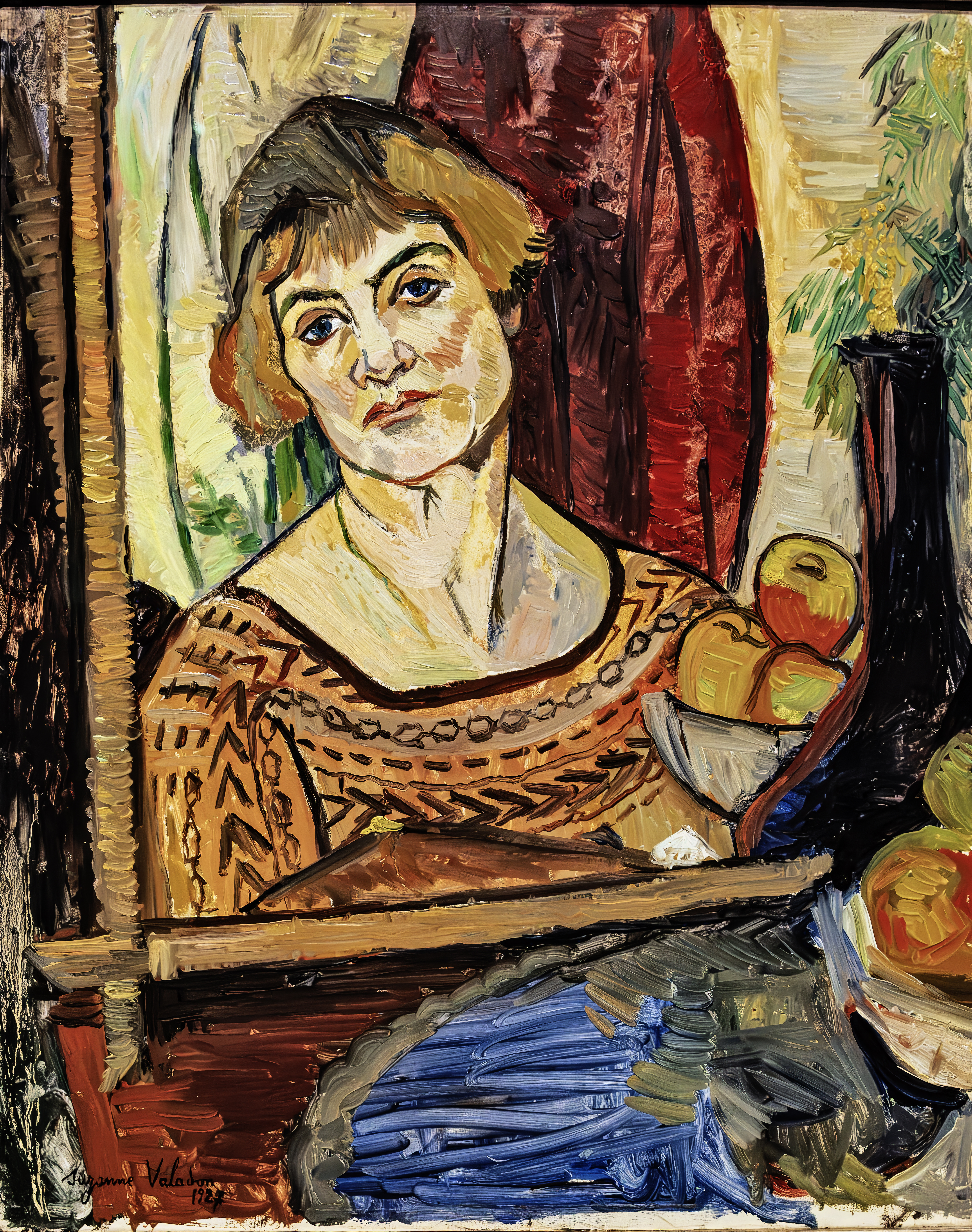
Autorretrato, óleo sobre lienzo (1927). Colección privada.
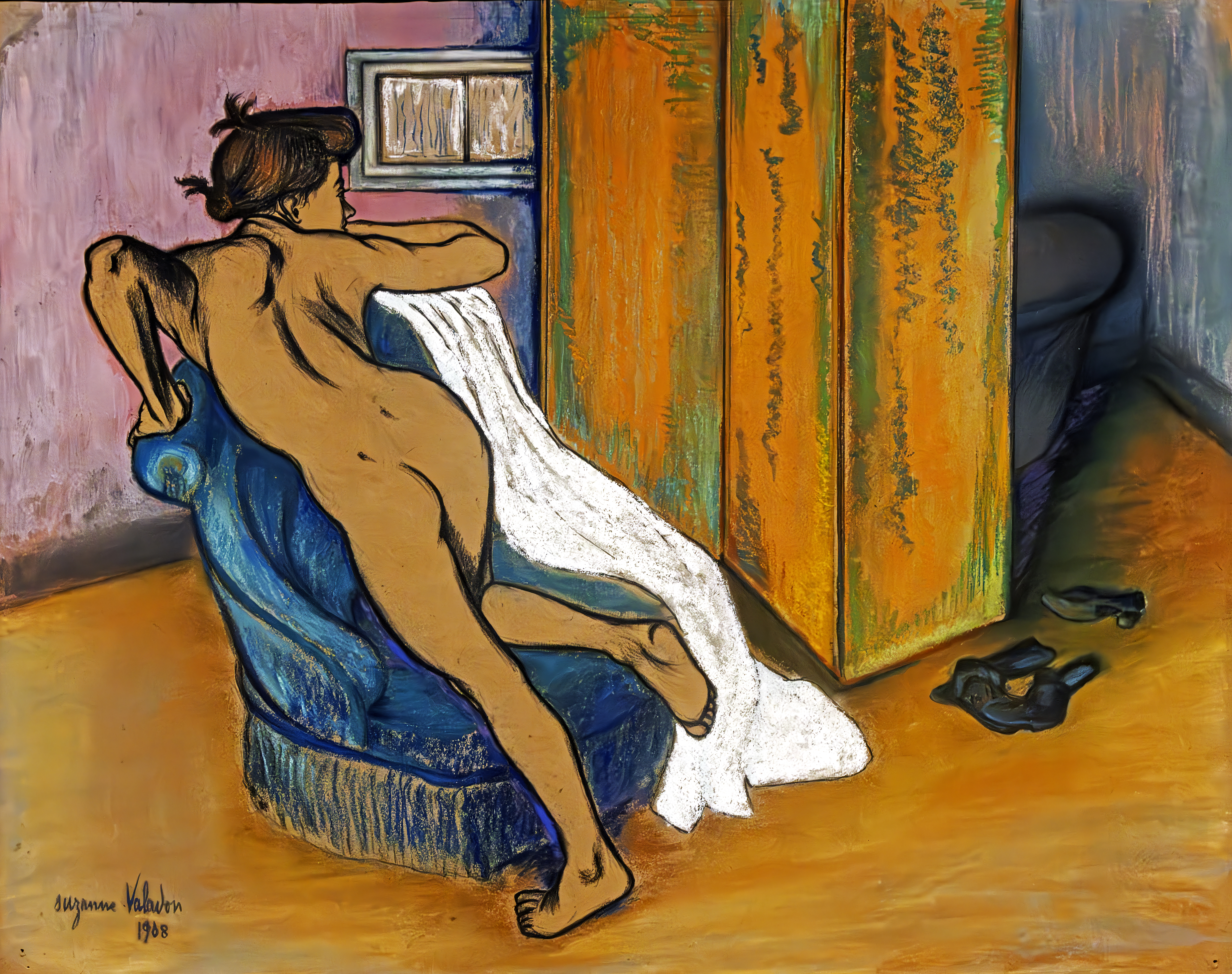
Después del baño (sin fecha). Museo del Petit Palais (Ginebra)
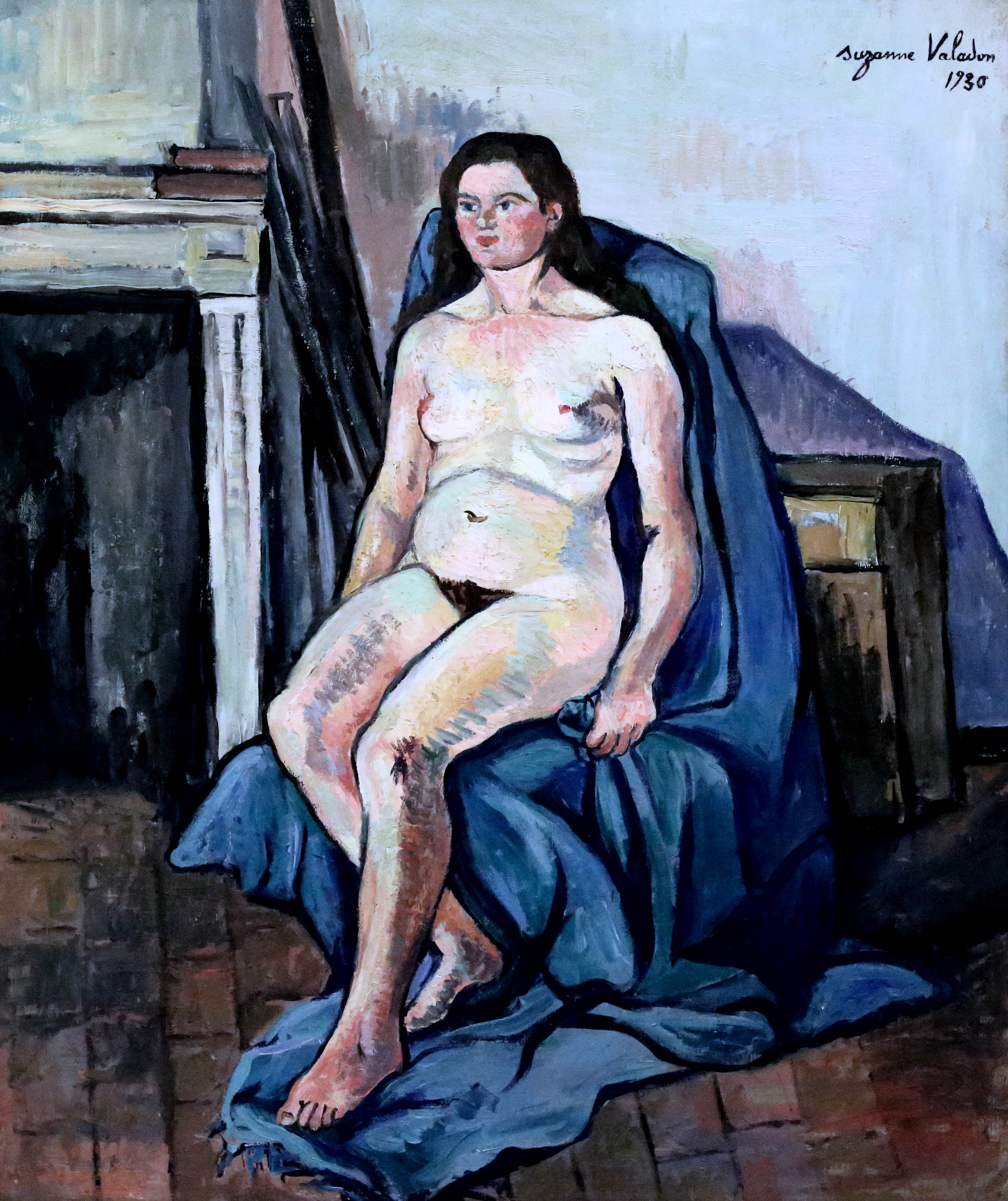
Mujer desnuda con chal azul (1930). Museo de Unterlinden (Colmar, Francia).

## Como modelo
- Renoir, Puvis de Chavanne, Lautrec: la Buveuse
- Mujer desnuda en un paisaje, pintura de Renoir.